# Love Always
Love Always è il primo album in studio del duo R&B statunitense K-Ci & JoJo, pubblicato nel 1997 dalla MCA Records.

## Tracce
1. HBI – 1:52 (Joel Hailey, Cedric Hailey, Michael Bell)
2. Last Night's Letter – 4:38 (Gloria Stewart, Laney Stewart)
3. Baby Come Back – 4:16 (Joel Hailey, Mel Larson, Jerry Marcellino, Cedric Hailey, Derrick Garrett, Andrew Braxton, Fred Rosser, Gene Marcellino)
4. Just For Your Love – 5:08 (Cedric Hailey, Gloria Stewart, Gerard Parker)
5. Now And Forever – 4:38 (Bradley Spalter, Robbie Nevil, Emanuel Officer)
6. Don't Rush (Take Love Slowly) – 3:13 (Cedric Hailey, Joel Hailey, Rory Bennett)
7. You Bring Me Up – 4:23 (Joel Hailey, Cedric Hailey, Victor Merritt, Big Yam)
8. Still Waiting – 4:54 (Joel Hailey, DeVante Swing)
9. Love Ballad – 3:54 (Skip Scarborough)
10. How Many Times (Will You Let Him Break Your Heart) – 4:41 (Babyface, Jorge Corante, Emanuel Officer)
11. All My Life – 5:31 (Joel Hailey, Rory Bennett)
12. How Could You – 4:57 (Jon-John Robinson, Gloria Stewart, Joey Elias)